# Cornelius Heyl

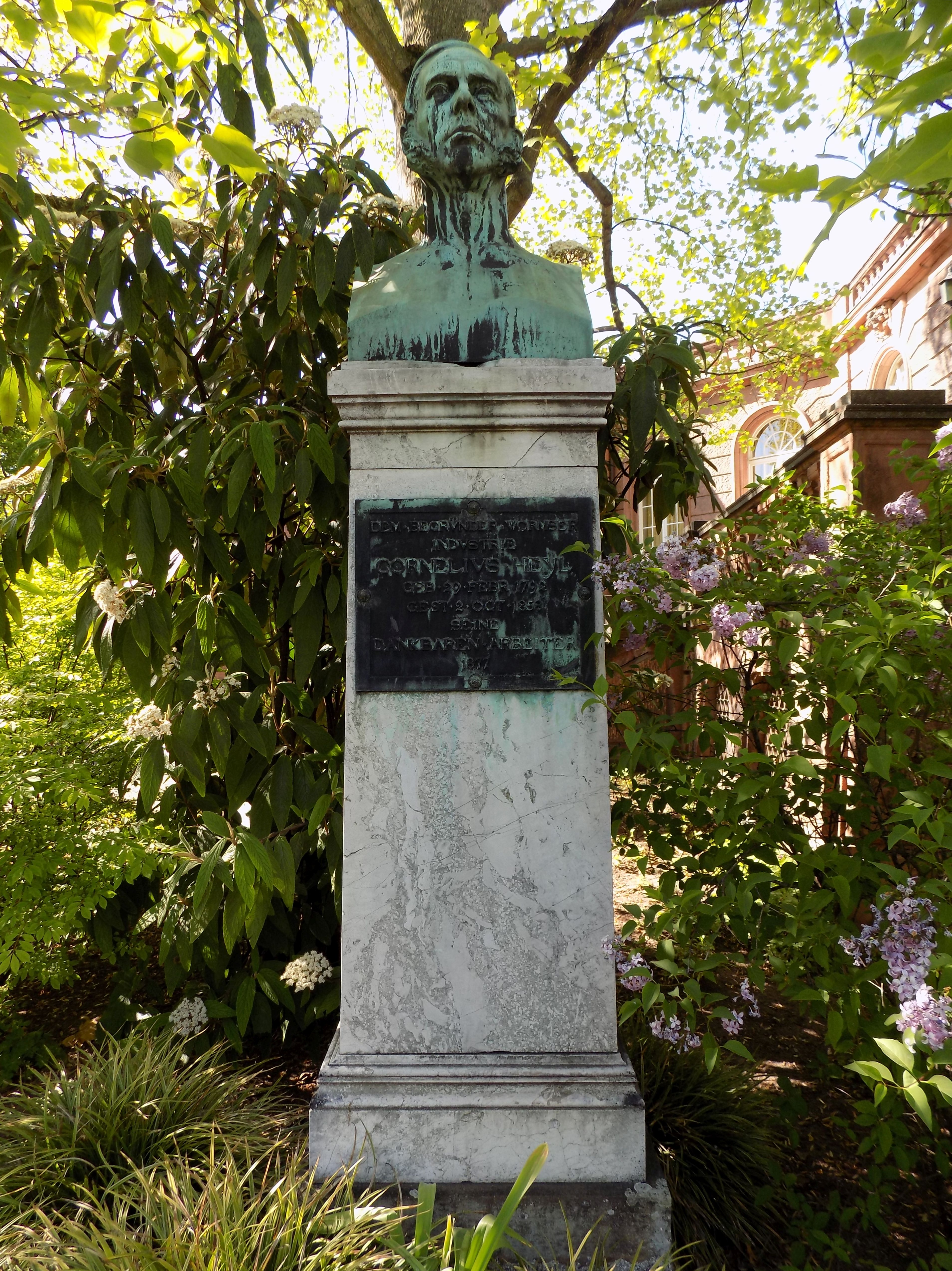
Heylsbüste im Heylshof Worms

Johann Cornelius Heyl (* 29. Februar 1792 in Worms; † 2. Oktober 1858 ebenda) war ein deutscher Kaufmann und Unternehmer in der Lederindustrie.

## Familie
Cornelius Heyl entstammte der Wormser Familie Heyl. Sein Vater, Johann Cornelius Heyl (1758–1818), war Schiffsmann und Kaufmann in Worms, seine Mutter war Anna Elisabeth geborene Leutz (1768–1805).
Heyl, reformierter Konfession, heiratete 1817 in Worms Wilhelmine Luise geborene Martenstein (* 15. April 1799 in Worms; † 26. Mai 1875 ebenda), Tochter von Daniel Martenstein (1771–1862) und Marie Apollonia Widt. Der Vater war Besitzer einer Ölmühle, dann Ölraffinerie und Ölhandlung in Worms, die Mutter stammte aus einer Wormser Ratsfamilie.
Aus der Ehe gingen hervor:
- Daniel Cornelius Friedrich (1818–1844), Fabrikant
  - Dessen Söhne, Cornelius Wilhelm (1843–1923) und Maximilian von Heyl (1844–1925) folgten dem Vater und Großvater als Lederfabrikanten nach. 1886 wurden sie geadelt als Freiherren von Heyl zu Herrnsheim. Von Cornelius Wilhelm, Industrieller, Politiker, Kunstsammler und Mäzen, stammen die heutigen Zweige der Familie von Heyl zu Herrnsheim ab.
- Maria Barbara (1819–1865). Sie heiratete 1847 in erster Ehe Johann August Schoen (1821–1856), Fabrikbesitzer, Teilhaber der Firma C. Heyl und Präsident der Handelskammer Worms. 1859 heiratete sie in zweiter Ehe dessen Bruder, den Kunstmaler Friedrich Wilhelm Schoen (1810–1868). Aus ihrer ersten Ehe stammten drei Söhne, Enkel von Cornelius Heyl, darunter
  - Friedrich Wilhelm von Schoen (1849–1941), Industrieller und Mäzen
  - Wilhelm von Schoen (1851–1933), Staatssekretär des Auswärtigen Amts und Botschafter.

Der Bruder von Cornelius Heyl, Leonhard Heyl (1789–1854), war Kaufmann im Lederhandel in Worms.
- Dessen Sohn, Leonhard Heyl (1814–1877), Geheimer Kommerzienrat, war Teilhaber der Firma C. Heyl und ab 1856 Präsident der Handelskammer Worms.

## Leben
Ab dem 14. Mai 1800 galt die neue französische Verwaltungsordnung vom 17. Februar desselben Jahres auch in Worms, damals ein Teil Frankreichs. Die Verwaltungsstruktur der Stadt wurde entsprechend geändert. Am 1. und am 31. Dezember 1800 wurden 18 Munizipalräte eingeführt, unter ihnen Cornelius Heyl, der Kaufmann und Schwager des späteren Bürgermeisters Peter Joseph Valckenberg. Somit waren die Voraussetzungen geschaffen, eine neue Führungsschicht der Stadt zu etablieren.
Heyl erwarb im Rahmen der Nationalgüterversteigerung der französischen Regierung am 18. April 1805 die Ruinen des bischöflichen Schlosses am Dom, mitsamt der dazu gehörenden Hofkellerei, dem Hof und dem Schlossgarten. Er legte den Grundstein für die Cornelius Heyl AG, ein Lederwerk. In dessen Blütezeit waren, gemeinsam mit den Lederwerken Doerr & Reinhart, bis zu 9000 Menschen in Worms in der Lederindustrie beschäftigt.
Cornelius Heyl starb am 2. Oktober 1858. 1877 wurde von den Lederarbeitern, die in seinen Werken beschäftigt waren, ihm zu Ehren eine Büste aus Bronze erstellt, die heute im Wormser Heylshof steht. In Worms wurde die Cornelius-Heyl-Straße nach ihm benannt.